# شهرستان اولسنو
شهرستان اولسنو (به لهستانی: Powiat Olesno) یک شهرستان در لهستان است که در استان اوپوله واقع شده‌است. شهرستان اولسنو ۹۷۳٫۶۲ کیلومتر مربع مساحت و ۶۸٬۲۶۹ نفر جمعیت دارد.